# Mark Jones (Rugbyspieler)
Mark Anthony Jones (* 7. November 1979 in Builth Wells) ist ein ehemaliger walisischer Rugby-Union-Spieler, der auf der Position des Außendreiviertels eingesetzt wurde. Er war für die Walisische Rugby-Union-Nationalmannschaft und die Scarlets aktiv.

## Karriere
Jones spielte in allen Jugendnationalmannschaften und gehörte bereits als Jugendlicher zu den besten Außendreivierteln des Landes. Sein Debüt für die A-Nationalmannschaft gab er 2001 gegen England bei den Six Nations. Er wurde bald darauf zum Stammspieler und gehörte auch zum Kader für die Weltmeisterschaft 2003. Sein Einsatz gegen England im Viertelfinale war für nahezu drei Jahre sein letzter für Wales, da ihn zahlreiche Verletzungen immer wieder zurückwarfen.
Jones kehrte bei den Six Nations 2006 zurück, erneut gegen England. Seitdem blieb er weitestgehend von Verletzungen verschont und war daher Stammspieler der Nationalmannschaft. Er nahm auch an der WM 2007 teil, bei der Wales bereits in der Vorrunde ausschied. Seinen größten Erfolg feierte er dann bei den Six Nations 2008, als das Nationalteam den Grand Slam gewinnen konnte.
Im August 2010 erklärte Jones verletzungsbedingt seinen Rücktritt.